# 寺島盛徳
寺島 盛徳（てらしま もりのり、生年不詳 - 慶長10年（1605年））は戦国時代から江戸時代の武将。姓は寺嶋とも書く。通称は牛介。越中神保氏の家臣。寺島職定と混同されることがあるが別人で養子ともされる。兄弟の小島国綱（甚助）と共に剛勇をもって知られた。
永禄5年（1562年）、上杉軍との金屋村合戦で首1つを取り、主君神保長職より感状を貰い、知行加増を受けている。神保家の没落後は上杉氏に仕え、本領五位庄を安堵される。天正9年（1581年）、上杉景勝の越中侵攻に呼応して富崎城に篭るが、織田軍に鎮圧され、大道城に逃れる。その後も五箇山の一向宗門徒、神保旧臣らと合流して織田軍への抵抗を続けた。本能寺の変が起こると、混乱に乗じて、湯原国信（石黒成綱の弟）らと共に魚津城から撤退する織田軍に追撃をかけている。
佐々成政が越中を平定すると禄高5千俵をもって仕え、末森城攻めにも従軍して奮戦している。成政が豊臣秀吉に降伏した後は前田利家に仕え、前田利長の代に1500石を給されている。以後、子孫は加賀藩士となった。